# قرقر (الأردن)
قرقر مكان يقع  شرق الأردن في الصحراء المفتوحة و يقتبس من الكتاب المقدس بأن هذا المكان ليس بعيدا عن سوكوث و بينويل  و يشير الكتاب المقدس إلى ان  قاضي إسرائيل جدعون استطاع ان يهزم الميدانيين ومن معهم هزيمة منكرة وقتل اميريّ الميدانيين  غرابا وذئبا و كذلك فعل بزبح و صلمناع ملكي الميدانيين  بعد ان اسرهم.